# Diecéze Aveiro
Diecéze Aveiro (latinsky Dioecesis Aveirensis) je římskokatolická diecéze na území Portugalska se sídlem v městě Aveiro a s katedrálou sv. Dominika. Je sufragánní diecézí vůči arcidiecézi Braga. 

## Historie
Diecézi Aveiro zřídil papež Klement XIV. v roce 1774 na žádost krále Josefa I. Portugalského. Po roce 1837 byla diecéze vakantní, v roce 1845 papež Řehoř XVI. svěřil její administraci arcibiskupům bragským. Roku 1881 byla diecéze zrušena a obnovena byla až roku 1938.